# Великий Гэтсби
«Вели́кий Гэ́тсби» (англ. The Great Gatsby) — роман американского писателя Фрэнсиса Скотта Фицджеральда; самое знаменитое литературное произведение «века джаза». Роман был начат Фицджеральдом в Нью-Йорке, а закончен в Париже, где он тогда проживал во время своего путешествия по Европе. Опубликован издательством Scribner’s 10 апреля 1925 года.
В центре сюжета — любовная история с детективной и трагической развязкой. Действие развивается недалеко от Нью-Йорка, на «золотом побережье» Лонг-Айленда, среди вилл богачей. В 1920-е годы вслед за хаосом Первой мировой начался экономический бум и американское общество вступило в беспрецедентную полосу процветания. В то же время «сухой закон» сделал многих бутлегеров миллионерами и дал значительный толчок развитию организованной преступности.
Фицджеральд, хотя и не был равнодушен к блеску «новых денег», в своей книге критически рассмотрел концепцию «американской мечты», высветил культ материального преуспевания и формирующееся общество потребления.
Это, возможно, один из самых популярных романов в Америке.

## Работа над романом и публикация
При создании «Великого Гэтсби» Фицджеральд сознательно отошёл от своих предыдущих работ. В январе 1922 года, после завершения пьесы «Размазня» «The Vegetable, or From President to Postman», он начал планировать этот роман, а в 1923 году началась работа над ним. Ещё в июле 1922 года он говорил, что ему хотелось бы «создать что-нибудь новое, необычное, прекрасное, простое и в то же время композиционно ажурное».
В отличие от его ранних произведений, «Гэтсби» тщательно редактировался и оттачивался, так как писатель верил, что этот роман может принести ему признание. Позже он писал: «Я чувствовал огромную силу в себе, такую, какой во мне никогда не было». Э. Хемингуэй, который поддерживал в этот период времени дружеские отношения с Фицджеральдом в Париже, где был закончен роман «Праздник, который всегда с тобой», позже написал: «Он с некоторым пренебрежением, но без горечи говорил обо всем, что написал, и я понял, что его новая книга, должно быть, очень хороша, раз он говорит без горечи о недостатках предыдущих книг».
В 1925 году в письме известному журналисту и критику Г. Л. Менкену писатель  отмечал, что написал «Гэтсби» в строгой по изложению манере, так как его «не удовлетворяет хаотичная форма моих первых двух романов», и указал, что на неё «повлияла мужественная манера „Братьев Карамазовых“, творения непревзойденной формы».
Рукопись романа была направлена в издательство «Скрибнерс» (Scribners) в конце октября 1923 года. Его друг и издатель Максвелл Перкинс ответил ему сразу же, телеграфировав: «ДУМАЮ, РОМАН ПРЕКРАСЕН». Позднее от него пришло письмо с подробным анализом недостатков и замечаний, над которыми Фицджеральд далее работал, переписывая роман.

### Оригинальная обложка
Создание обложки было доверено малоизвестному художнику Фрэнсису Кугату, когда Фицджеральд ещё не закончил своё произведение. Создание обложки было завершено ещё до написания романа, и Фицджеральд был так очарован ею, что, как он писал издателю, он «вписал» эту обложку в свою книгу.
На ней в стиле ар-деко изображены глаза, висящие над огнями парка с аттракционами. У изображённой женщины нет носа, но есть чувственные губы. Из правого глаза стекает зелёная слеза.

### Название
Много сомнений у Фицджеральда было не только по поводу создаваемых образов, но и о названии произведения. Раньше всего были отвергнуты следующие варианты: «Вокруг мусора и миллионеров», «Гэтсби — Золотая шляпа», «Неистовый любовник» и «По дороге в Уэст-Эгг». За неделю до публикации Фицджеральд выбрал название «Пир Тримальхиона». Затем он решил назвать его «Великий Гэтсби», а в самый последний момент, решив связать заголовок с символами американской мечты, писатель придумал название «Под Красным, Синим и Белым» (цвета американского флага).
Существует мнение, что великим своего героя Фицджеральд назвал потому, что таким образом автор хотел показать своё ироничное отношение к герою: с одной стороны, Гэтсби — человек явно незаурядный, с большими способностями и неукротимой жизненной энергией, но с другой стороны, он растратил себя в погоне за ложными целями — богатством и ничтожной, испорченной женщиной. Также существует мнение, что Фицджеральд имел в виду, что Гэтсби не великий, а великолепный, однако в русских переводах закрепилось именно название Великий Гэтсби.

## Сюжет
Рассказ ведётся от первого лица: Ник Каррауэй начинает своё повествование с совета, который когда-то дал ему обеспеченный отец, просивший не судить других людей, не обладавших его преимуществами. Следование этому совету вошло у Ника в привычку, за исключением случая Гэтсби. Ник покидает Нью-Йорк, где в 1922 году произошла ещё не поведанная читателям история, чтобы вернуться на родной Средний Запад. Таким образом, последующий рассказ представляет собой ретроспективу.
Свою историю Ник начинает воспоминанием о том, как арендовал дом в Уэст-Эгге на Лонг-Айленде, где, в отличие от Ист-Эгга, жили не знатные, но при этом не менее богатые люди. Ник посещает роскошное поместье Тома и Дэйзи Бьюкененов. Дэйзи была троюродной сестрой Ника, а её муж, Том, некогда играл в футбол в Йеле (там он был заочно знаком с Ником), а ныне наслаждается богатством. Том изображается Ником, как высокомерный человек с расистскими взглядами и мощным телосложением, а Дэйзи как обаятельная, но недалёкая женщина, мать трёхлетней дочери. В этом доме Ник встречает Джордан Бейкер, подругу Дэйзи и очень известного игрока в гольф. Джордан сообщает Нику, что у Тома любовница в Нью-Йорке.
Ради встречи с последней – Миртл Уилсон, женой ничего не подозревающего автомеханика Джорджа, Том арендует квартиру в городе. Он приглашает туда Ника, где Каррауэй также знакомится с Кэтрин, сестрой Миртл, и четой Мак-Ки, друзьями Миртл. Ночь заканчивается всеобщей попойкой и разбитым носом Миртл, раздражавшей Тома упоминанием имени Дэйзи. Ник удаляется из этого хаоса с мистером Мак-Ки.
Неожиданно Ник оказывается ближайшим соседом Джея Гэтсби, очень богатого человека, известного проведением шикарных весёлых вечеринок в своём гигантском поместье, которое каждую субботу посещают сотни людей. Вскоре шофёр Гэтсби приносит Нику формальное приглашение на одну из таких вечеринок. Гэтсби — загадочный человек, о размере и источнике огромных богатств которого ходит много слухов, однако многие из встреченных Ником гостей даже не знают, как выглядит Гэтсби. Во время вечеринки некий мужчина узнаёт Ника, и выясняется, что они однополчане. Впоследствии оказывается, что однополчанин Ника – это сам мистер Гэтсби. Вскоре между ними завязываются приятельские отношения.
Ник удивляется, когда Гэтсби привозит его в Нью-Йорк и, без объяснения причин своего поступка, озвучивает ему историю своего восхождения по социальной лестнице, кажущуюся выдуманной. Там же Ник знакомится с компаньоном Гэтсби – тёмным дельцом по имени Мейер Вульфшим.
Вышеупомянутая знакомая Ника, Джордан Бейкер, рассказывает ему о том, что Гэтсби собирает огромное количество гостей у себя, надеясь на то, что Дэйзи, с которой у него были отношения до его мобилизации на фронт, случайно заглянет к нему. Через Джордан Гэтсби просит Ника устроить ему встречу с Дэйзи. Ник обещает сделать это. Происходит воссоединение влюблённых. Одновременно начинается роман между Ником и Джордан.

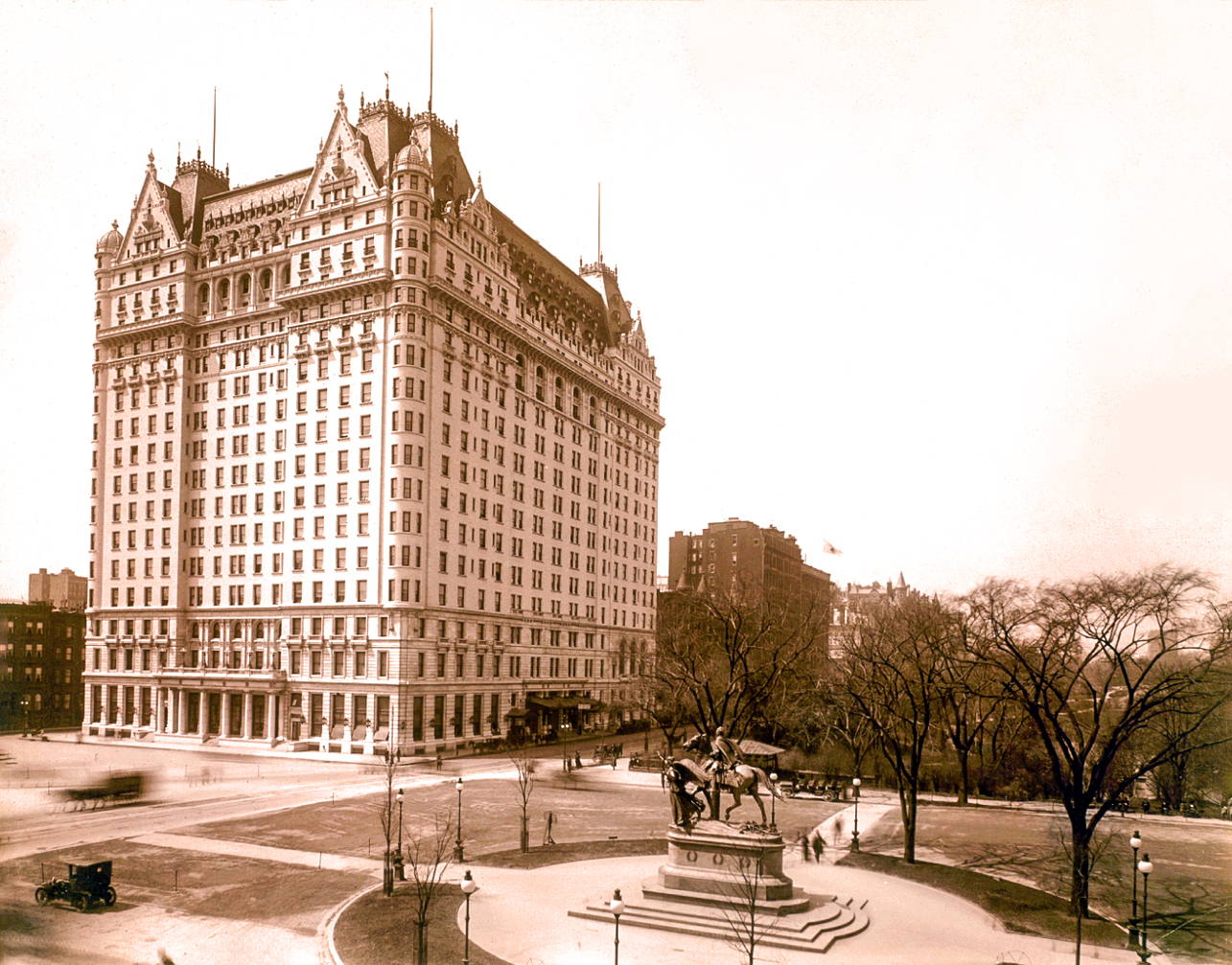
Отель «Плаза» в 1920-е годы

Однако отношениям между Гэтсби и Дейзи не суждено продолжаться долго. Однажды Том узнаёт об их любви и для того, чтобы убедить жену в недостойности ее выбора, обвиняет Гэтсби в том, что он бутлегер. Том угрожает Джею и выражает свою ненависть к нему. В ответ Джей настаивает на том, чтобы Дэйзи сказала, что она никогда не любила Тома, надеясь на восстановление прерванной пять лет назад любви. Дэйзи хоть и колеблется, но отказывается говорить это. Том чувствует победу. Он решает, что обратно Дэйзи и Гэтсби поедут вместе, а он, Ник и Джордан отправятся в другой машине.
В это время Джордж Уилсон скандалит со своей женой, заподозрив её в неверности. Она выбегает из дома, завидев машину, которую днём вёл Том. Машина, в которой на этот раз ехали Гэтсби и Дэйзи, сбивает Миртл насмерть и скрывается с места аварии. Ехавшие позади Джордан, Ник и Том замечают погибшую. Том узнает в ней свою любовницу. Джордж, обезумевший от горя, одержим мыслью, что водитель машины, сбившей Миртл, и был её любовник. Он решает найти эту машину и отомстить её хозяину.
Ник возвращается к дому Бьюкененов и обнаруживает неподалёку Гэтсби, который нечаянно проговаривается, что машиной управляла Дэйзи. Так как Гэтсби не намерен называть истинную виновницу аварии, Ник советует ему уехать на неделю. Последние слова, которые Ник говорит Джею, звучат так: «Ничтожество на ничтожестве, вот они кто. Вы один стоите больше их всех, вместе взятых».
Супруг убитой, Джордж Уилсон, находит Гэтсби по наводке Тома и убивает Джея в его бассейне, а затем совершает самоубийство. Ник обзванивает знакомых Гэтсби, но никто из них не приходит на похороны. Том и Дэйзи уехали, не оставив своего адреса. Помимо Ника, отца Гэтсби и слуг, на похоронах присутствует только человек, похожий на филина, которого Ник встретил в библиотеке Гэтсби в разгар самой первой его вечеринки. После разрыва отношений с Джордан Бейкер и случайной встречи с Томом, во время которой выясняется, кто именно направил Уилсона к Гэтсби, Ник, уезжая из Нью-Йорка на Средний Запад, размышляет о невозможности вернуть прошлое.
Роман заканчивается словами:
Гэтсби верил в свою путеводную звезду, его, как и всех нас, манил призрачный огонек простого человеческого счастья. Но безжалостные годы встают на нашем пути неодолимой преградой. Мы спешим в погоне за синей птицей удачи, а если ускользнет она сегодня — не беда, будет еще завтра… И настанет день, когда мечта будет так близко, что, кажется, протяни руку — и…  И опускаются весла, и выгребаем мы против течения, но сносит оно наши утлые ладьи, и вздымаются валы, и несут нас назад — в прошлое.:

Оригинальный текст (англ.)Gatsby believed in the green light, the orgiastic future that year by year recedes before us. It eluded us then, but that’s no matter—tomorrow we will run faster, stretch out our arms further… And one fine morning— So we beat on, boats against the current, borne back ceaselessly into the past.

### Герои
- Ник Каррауэй — рассказчик от первого лица. Принадлежит к зажиточному семейству со Среднего Запада. Во время описываемых событий ему исполняется 30 лет.
- Джей Гэтсби — протагонист, загадочный сосед Ника, нувориш, около 30 лет, чей род занятий и прошлое окутано тайной для всех гостей и знакомых.
- Дэйзи (Дэзи) Бьюкенен — троюродная сестра Ника, около 23 лет. Из богатой семьи.
- Томас «Том» Бьюкенен — муж Дэйзи, около 30 лет. Из богатой семьи.
- Джордан Бейкер — подруга Дэйзи, гольфистка.
- Миртл Уилсон (Вильсон) — любовница Тома.
- Джордж Уилсон (Вильсон) — муж Миртл, владелец автомобильной мастерской.

## Успех
Хотя «Великий Гэтсби» вскоре после публикации был инсценирован на Бродвее и экранизирован Голливудом, книга не стала бестселлером (первое издание — около 24 000 экземпляров). При жизни Фицджеральда роман не пользовался большой известностью. Во время Второй мировой войны он был переиздан и 150 000 экземпляров книги были отправлены американским солдатам на фронт. Это вызвало всплеск интереса к роману. С тех пор было продано более 25 млн копий по всему миру.
В последующие десятилетия роман стал обязательным для чтения в средних школах и в вузовских курсах литературы во многих англоязычных странах мира. В 1998 году роман был отмечен под № 2 в списке 100 лучших англоязычных романов XX века по версии издательства Modern Library, уступив лишь «Улиссу» Джойса. В списке «100 книг века по версии Le Monde» роман занял 46-е место.

## Адаптации (х/ф и пр.)
Фильмы
- 1926 — Великий Гэтсби / The Great Gatsby
- 1949 — Великий Гэтсби / The Great Gatsby
- 1974 — Великий Гэтсби / The Great Gatsby
- 2000 — Великий Гэтсби / The Great Gatsby (ТВ)
- 2013 — Великий Гэтсби / The Great Gatsby

Театральные постановки
- «Великий Гэтсби» — мюзикл, Санкт-Петербургский государственный театр «Мюзик-Холл», 2018 год, музыка Владимира Баскина, либретто Константина Рубинского, режиссёр-постановщик — Наталья Индейкина[10]. Также поставлен в Калининградском (2020)[11], Красноярском (2021)[12] и Новосибирском (2022)[13] музыкальных театрах.

Хореография
- В 2014 году было создано хореографическое шоу, сочетающее в себе классический балет, современную хореографию и кинематограф. В создании представления принимали участие Денис Матвиенко, Константин Меладзе, Дуайт Роден (англ. Dwight Rhoden)[14].

## Переводы на русский язык
- 1965 — Евгения Калашникова (издательство «Художественная литература»)
- 2000 — Николай Лавров (издательство «Феникс»)
- 2013 — Ирина Мизинина (издательство «Центрполиграф»)
- 2014 — Сергей Таск (издательство «Азбука»)
- 2015 — Сюзанна Алукард (псевдоним Марии Павловой) (издательство «АСТ»)
- 2015 — Сергей Ильин (издательство «Э»)